# Anton Giulio II Brignole Sale

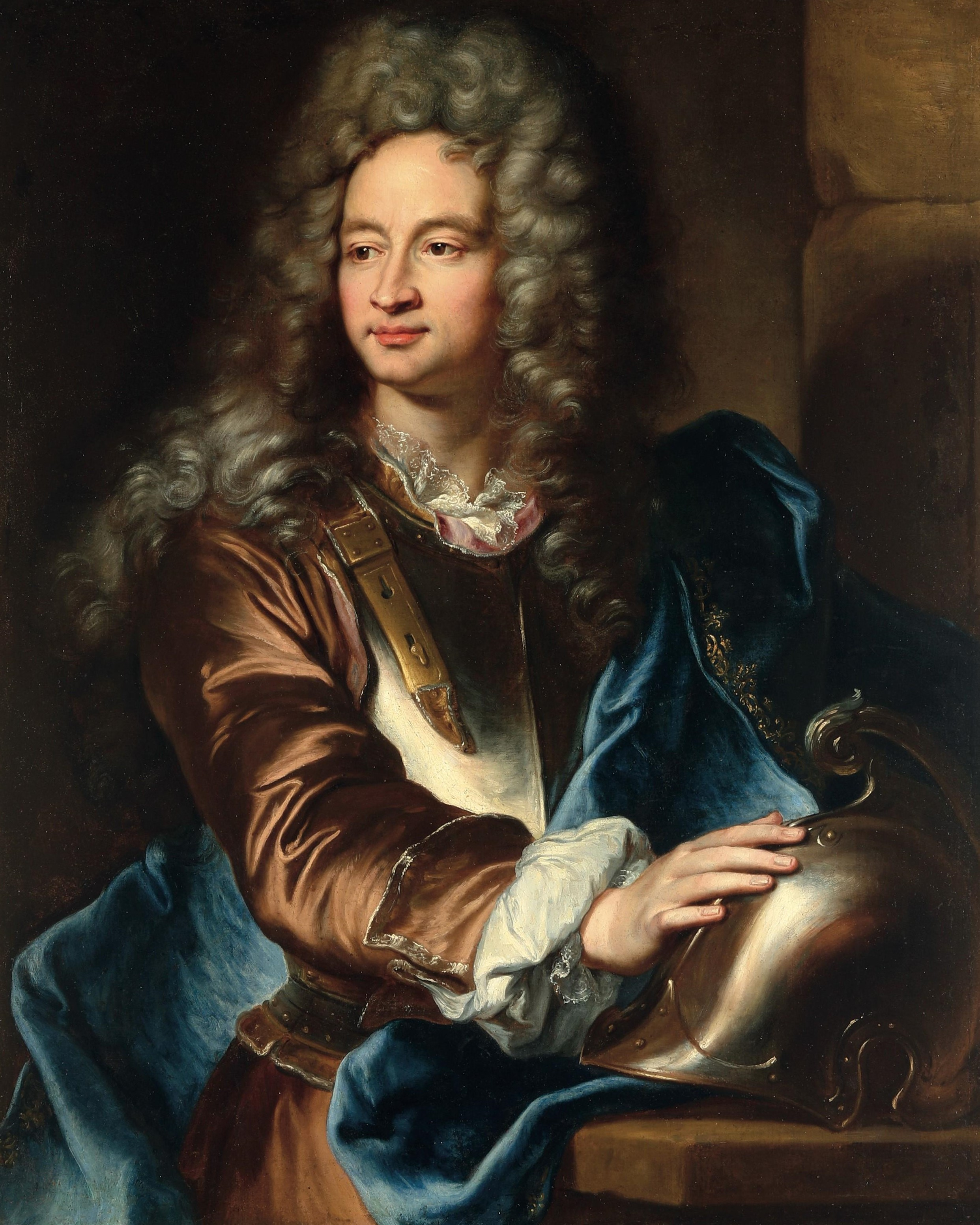
Ritratto di Anton Giulio Brignole-Sale, realizzato da Hyacinthe Rigaud.

Anton Giulio II Brignole Sale marchese di Groppoli (Genova, 1673 – Genova, 1710) è stato un ambasciatore italiano, al servizio della Repubblica di Genova.

## Biografia

Stemma nobiliare della famiglia Brignole Sale

Nacque da ricca e influente famiglia genovese. Era figlio del marchese Giovanni Francesco Brignole Sale (1643-1694) che insieme al fratello Rodolfo (1631-1683) fu il committente del sontuoso Palazzo Rosso (Genova).
Il nonno paterno era l'omonimo Anton Giulio, anch'egli diplomatico, poi celebre scrittore e infine gesuita.
Svolse diverse missioni diplomatiche per conto del governo della Repubblica di Genova durante la Guerra di Successione Spagnola: nel 1702 a Madrid presso Filippo V e nel 1704 in Francia dal Re Sole.
Giunto a Parigi il 18 febbraio 1704 conobbe il pittore Hyacinthe Rigaud che gli fece un celebre ritratto, cosa che accadde successivamente anche al figlio Gian Francesco, futuro doge di Genova.
Anton Giulio sposò la cugina Isabella Brignole, da cui ebbe quattro figli:
- Giovanni Francesco Brignole Sale (1695-1760), marchese di Groppoli dopo il padre, doge di Genova dal 1746 al 1748;
- Gian Giacomo Brignole Sale (1696-1734),
- Giuseppe Maria Brignole Sale (1703-1769), marchese di Groppoli dopo il fratello, antenato dell'attuale casa regnante del Principato di Monaco;
- Rodolfo Emilio Brignole Sale (1708-1774), marchese di Groppoli dopo il fratello, doge di Genova dal 1762 al 1764.